# Matrice
Matrice község (comune) Olaszország Molise régiójában, Campobasso megyében.

## Fekvése
A megye központi részén fekszik. Határai: Campobasso, Campolieto, Castellino del Biferno, Montagano, Petrella Tifernina, Ripalimosani és San Giovanni in Galdo.

## Története
A település első említése a 13. századból származik. A következő századokban nemesi birtok volt. A 19. században nyerte el önállóságát, amikor a Nápolyi Királyságban felszámolták a feudalizmust.

## Népessége
A népesség számának alakulása:

## Főbb látnivalói
- Palazzo Ciaccia
- Santa Maria della Strada-templom
- Sant’Antonio da Padova-templom
- San Silvestro Abate-templom